# Су Маочжень
Су Маочжень (кит.: 宿茂臻, нар. 23 жовтня 1971, Циндао) — китайський футболіст, що грав на позиції півзахисника. По завершенні ігрової кар'єри — тренер.
Виступав за клуб «Шаньдун Лунен», а також національну збірну Китаю, у складі якої був учасником двох розіграшів кубка Азії і чемпіонату світу 2002 року.

## Клубна кар'єра
У дорослому футболі дебютував 1994 року виступами за команду клубу «Шаньдун Лунен», в якій провів усю свою 12-річну ігрову кар'єру. 1996 року з 13-ма забитими голами став найкращим бомбардиром чемпіонату Китаю та обраний найціннішим гравцем сезону у цьому змаганні. 1999 року допоміг команді здобути перший в її історії титул чемпіона Китаю.

## Виступи за збірну
1994 року дебютував в офіційних матчах у складі національної збірної Китаю.
У складі збірної був учасником кубка Азії 1996 року в ОАЕ, де взяв участь в одній грі групового етапу. За чотири роки, на кубку Азії 2000 в Лівані, вже був гравцем основного складу китайської збірної, пропустивши лише один матч своєї команди на турнірі, який вона завершила на четвертому місці.
Брав участь у чемпіонаті світу 2002 року, який приймали Японія і Південна Корея, утім на мундіалі був здебільшого резервним гравцем і виходив на поле лише в одній грі групового етапу, який його команда не подолала.
Загалом провів за збірну протягом 1994–2002 років 54 гри, в яких 27 разів відзначався забитими голами. Протягом останніх років у збірній був її капітаном.

## Кар'єра тренера
Розпочав тренерську кар'єру невдовзі після завершення виступів на полі як тренер однієї з юнацьких команд свого рідного клубу «Шаньдун Лунен», також входив до тренерського штабу олімпійської збірної Китаю.
2009 року очолив тренерський штаб молодіжної збірної Китаю U-20. За два роки став головним тренером юнацької збірної U-16.
Згодом перейшов на клубну роботу, протягом 2013–2015 років тренував «Ціндао Хайню», а 2016 року працював з командою «Ціндао Чжуннен».

## Титули і досягнення
- Чемпіон Китаю (2):

«Шаньдун Лунен»: 1999, 2006
- Володар Кубка Китаю (1):

«Шаньдун Лунен»: 1999